# Ministro de Estado
O título de ministro de Estado é usado com significados que variam de país para país. Conforme o país, pode ser usado como o título de um membro do governo de estatuto superior ao dos restantes ministros (ex.: França e Portugal), como o título de todos os ministros do governo ou como o título de membros do governo de estatuto inferior ao dos ministros do gabinete (Canadá e Reino Unido).

## Ministros de Estado por países

### Alemanha
Na Alemanha, "ministro de Estado" (Staatsminister) é o título dos secretários de Estado parlamentares (membros do parlamento designados para colaborar com os ministros no governo) integrados no Ministério dos Negócios Estrangeiros e na Chancelaria, com uma categoria inferior à de ministro federal (Bundesminister).
Em alguns estados federados alemães, o título "ministro de Estado" é aplicado a todos os ministros do governo. No passado, o título designou os primeiros-ministros de alguns dos governos das monarquias que vieram a constituir o Império Alemão.

### Angola
Em Angola, um ministro de Estado é um membro do Conselho de Ministros, de estatuto intermédio entre o de vice-Presidente e de ministro. Os seus ministérios são de maior abrangência aos dos outros ministros que não são ministros de Estado, sendo portanto capazes de influenciar mais de um ministério. Tais como o vice-Presidente e os ministros, os ministros de Estado são auxiliares do Presidente da República no exercício do poder executivo.

### Bélgica
Na Bélgica, "ministro de Estado" (ministre d'État em francês, minister van Staat em flamengo) é um título honorífico formalmente concedido pelo Rei - mas por iniciativa do governo - a certas personalidades nacionais. O título é pessoal e vitalício, sendo concedido por méritos excepcionais, geralmente a políticos notáveis no final das suas carreiras partidárias. Frequentemente, os ministros de Estado são ex-ministro do governo ou ex-líderes partidários.
Compete, aos ministros de Estado, aconselharem o Rei em situações delicadas, mais como autoridade moral do que formal. Juntamente com o Rei e com os ministros do governo, os ministros de Estado formam o Conselho da Coroa.

### Brasil
"Ministro de Estado" é o título dado a um cargo político do Poder Executivo do Brasil que responde diretamente ao Presidente da República. A um ministro, compete dar rumo estratégico às áreas de interesse da nação, como educação, saúde, cultura, trabalho ou transportes. Eles podem ser eleitos ou indicados por um presidente ou monarca. No Brasil, os ministros são nomeados pelo soberano ou governante vigente. No Império do Brasil, os imperadores Dom Pedro I e Dom Pedro II indicavam os ministros. A partir de 15 de novembro de 1889, foi proclamada a República, e desde então, o presidente do Brasil é quem faz a indicação para o cargo de ministros de Estado. Fazem parte da administração pública direta no âmbito da União.

### Canadá
No Canadá, um ministro de Estado (minister of State em inglês, ministre d'État em francês) é um membro do Gabinete Canadiano de categoria inferior à de ministro da Coroa (ministro titular de um ministério). Compete-lhe, normalmente, assistir um ministro da Coroa na gestão do respetivo ministério. Os ministros de Estado têm responsabilidades semelhantes às dos secretários de Estado mas, ao contrário destes, são membros do Gabinete e por isso considerados de categoria superior.

### Escandinávia
Na maioria dos países escandinavos (Dinamarca, Finlândia, Noruega e Suécia), o título do chefe de governo é o de "ministro de Estado" (Statsminister).

### França
Na Quinta República Francesa, "ministro de Estado" (ministre d'État) é um título honorífico que pode ser atribuído a um ministro do governo quando da sua nomeação como tal. Em termos protocolares, um ministro de Estado ocupa uma ordem de precedência imediatamente inferior à de primeiro-ministro e superior à dos restantes ministros. No entanto, não desfruta de mais nenhuma prerrogativa adicional. Um ministro de Estado não é necessariamente titular de uma pasta ministerial específica, ainda que atualmente isso aconteça quase sempre.

### Portugal
Tradicionalmente, em Portugal, é atribuído o título de "ministro de Estado" aos ministros que ocupam uma posição preeminente em relação aos restantes ministros do Governo, normalmente com funções específicas delegadas pelo chefe de governo. Além das funções específicas que lhes podem competir como ministros de Estado, os mesmos podem também ser titulares da pasta de um ou mais ministérios. 
Normalmente, as competências de um ministro de Estado são praticamente idênticas às de um vice-primeiro-ministro. Assim, pode competir-lhe substituir o primeiro-ministro nas suas ausências ou impedimentos e coordenar a ação de vários ministros. Desde 1990 até 2013 não foram nomeados vice-primeiros-ministros, tendo essas competências sido atribuídas, na maior parte das vezes, a ministros de Estado. Em 2013 voltou a ser nomeado um vice-primeiro ministro, Paulo Portas, na sequência de uma remodelação do XIX Governo liderado por Pedro Passos Coelho. Augusto Santos Silva - Ministro dos Negócios Estrangeiros, João Leão - Ministro das Finanças, Pedro Siza Vieira - Ministro de Economia e da Transição Digital e Mariana Vieira da Silva - Ministra da Presidência, do XXII Governo Constitucional, ocuparam o cargo de Ministro de Estado. 

### Reino Unido
No Reino Unido, um ministro de Estado (minister of State) é um membro do Governo de Sua Majestade de categoria inferior à de secretário de Estado e superior à de subsecretário de Estado parlamentar e secretário privado parlamentar. Os ministros de Estado não fazem parte do Gabinete, sendo responsáveis perante os secretários de Estado titulares dos ministérios ou departamentos governamentais equivalentes onde se integram. Cada ministério ou departamento poderá ter um ou mais ministros de Estado, cada um dos quais, por sua vez poderá ter como subordinado um secretário privado parlamentar. Os cargos de solicitador geral, líder adjunto da Câmara dos Comuns, tesoureiro da Casa de Sua Majestade, capitão dos Yeomen da Guarda, pagador-geral, secretário financeiro para o Tesouro e secretário económico para o Tesouro são equiparados aos de ministro de Estado.
A posição de ministro de Estado foi introduzida em 1945. Até então, os subsecretários de Estado parlamentares estavam diretamente subordinados aos secretários de Estado.